# Martin Hoek
Martin Hoek (13 de diciembre de 1834, La Haya, Países Bajos - 3 de septiembre de 1873, Utrecht, Países Bajos), fue un astrónomo y físico experimental holandés, conocido por su demostración de que el cometa Donati no se correspondía con el retorno de ningún cometa anteriormente conocido.

## Vida y obra

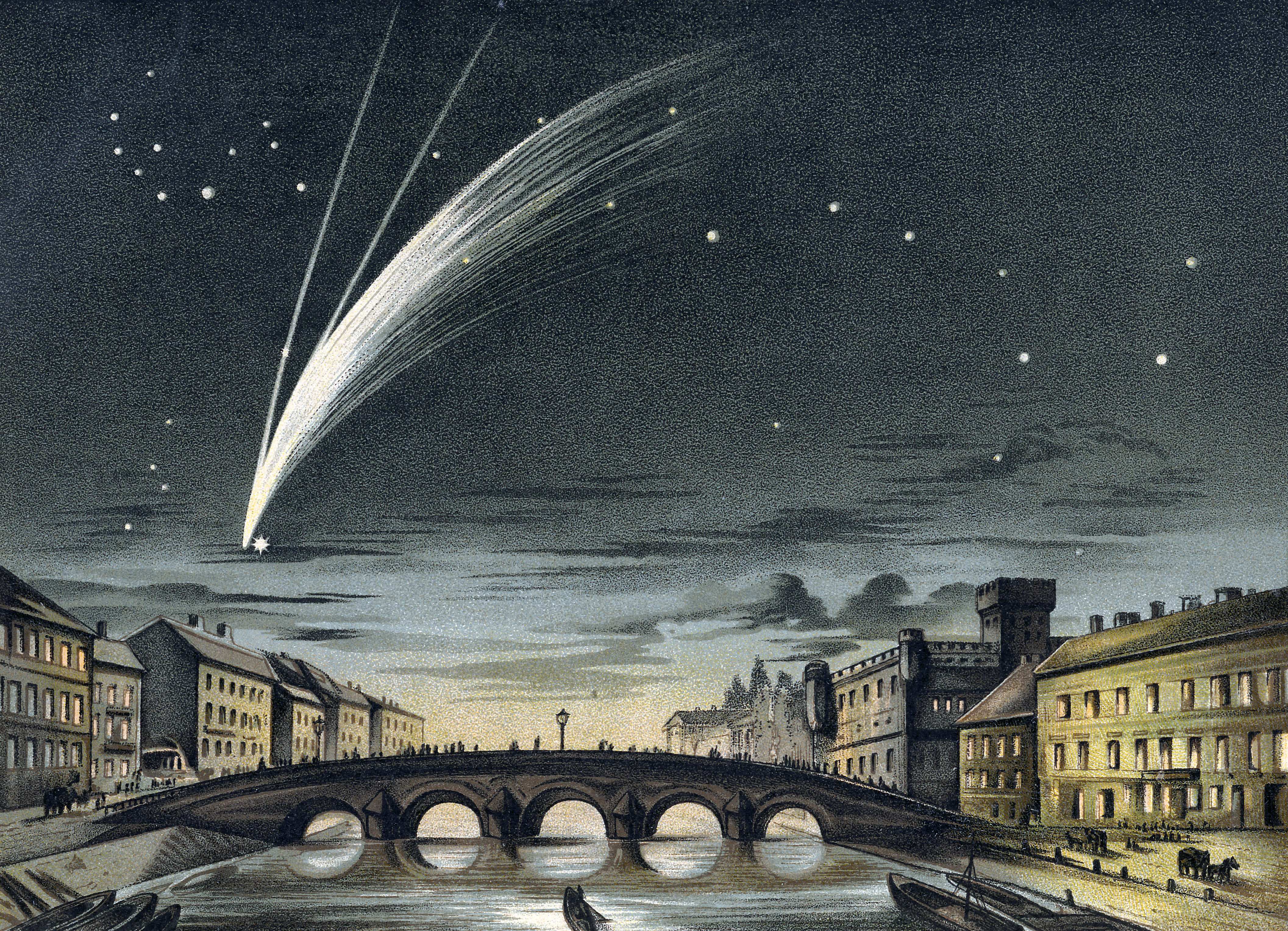
Vista del cometa Donati en 1858

Empezó a estudiar medicina en 1852, pero dedicó sus últimos dos años en la Universidad de Leiden a las matemáticas y la física, siendo alumno de Frederik Káiser. En 1857 obtuvo su doctorado con una tesis sobre el cometa de los años 1556, 1264 y 975, y la atribución de su identidad.
El cometa Donati (ahora oficialmente designado C/1858 L1 y 1858 VI), el segundo cometa más brillante del siglo XIX, había sido considerado como el regreso del cometa de 1556, 1264, y 975. Con anterioridad, en 1856, Karl Ludwig von Littrow había descubierto en los Archivos Estatales de Viena un escrito de Joachim Heller conteniendo observaciones del Gran Cometa de 1556, así como un plano de Paul Fabricius con un dibujo del curso del cometa. Utilizando los materiales descubiertos por Littrow, Hoek probó concluyentemente que los cometas de 1264 y 1556 no eran el mismo, y que el cometa Donati por lo tanto no era una reaparición.
En 1859 fue profesor asociado de astronomía en la Universidad de Utrecht y Director del Observatorio Real Sonnenborgh. En colaboración con Anthonid Cornelis Oudemans,  escribió Recherches de la d'quantite ether contenue dans les Liquids (Búsqueda de la cantidad de éter contenida en los Líquidos) (1864) y Sur les contractions dans les Melanges de Liquids (Sobre las contracciones en las Mezclas de Líquidos).
En 1864 fue nombrado miembro de la Real Academia Holandesa de Artes y Ciencias.
En 1868 realizó una versión modificada del experimento de Fizeau.